# Nenačovice
Nenačovice je obec ve Středočeském kraji v berounském okrese. Leží v údolí potoka Kačák, asi 3 km severně od obce Loděnice. Žije zde 304 obyvatel.

## Historie
První písemná zmínka o vsi pochází z roku 1357.

### Územněsprávní začlenění
Dějiny územněsprávního začleňování zahrnují období od roku 1850 do současnosti. V chronologickém přehledu je uvedena územně administrativní příslušnost obce v roce, kdy ke změně došlo:
- 1850 země česká, kraj Praha, politický okres Smíchov, soudní okres Unhošť[4]
- 1855 země česká, kraj Praha, soudní okres Unhošť[4]
- 1868 země česká, politický okres Smíchov, soudní okres Unhošť[4]
- 1893 země česká, politický okres Kladno, soudní okres Unhošť[5]
- 1939 země česká, Oberlandrat Kladno, politický okres Kladno, soudní okres Unhošť[6]
- 1942 země česká, Oberlandrat Praha, politický okres Kladno, soudní okres Unhošť[7]
- 1945 země česká, správní okres Kladno, soudní okres Unhošť[8]
- 1949 Pražský kraj, okres Beroun[9]
- 1960 Středočeský kraj, okres Beroun
- 2003 Středočeský kraj, okres Beroun, obec s rozšířenou působností Beroun

### Rok 1932
V obci Nenačovice (293 obyvatel) byly v roce 1932 evidovány tyto živnosti a obchody: 2 hostince, malíř pokojů, 2 mlýny, 2 obchody se smíšeným zbožím, trafika.

## Současnost
V roce 2017 měla vesnice celkem 263 stálých obyvatel. V létě se počet obyvatel rozrůstá o množství chatařů v okolních chatových osadách. Chatové osady v okolí Nenačovic tvoří přerušovaný pás chat, které se táhnou podél celého Kačáku.
Protínají se zde mnohé turistické trasy které jsou dobře dostupné jak z Prahy tak i dalších okolních měst.
Od roku 1996 působí v obci malá rodinná sklářská huť, další zajímavostí byla pštrosí farma, která ale musela být kvůli nebezpečí ptačí chřipky v roce 2006 zlikvidována.
| Rok            | 1869 | 1880 | 1890 | 1900 | 1910 | 1921 | 1930 | 1950 | 1961 | 1970 | 1980 | 1991 | 2001 | 2011 | 2021 |
| -------------- | ---- | ---- | ---- | ---- | ---- | ---- | ---- | ---- | ---- | ---- | ---- | ---- | ---- | ---- | ---- |
| Počet obyvatel | 295  | 303  | 304  | 328  | 327  | 294  | 292  | 231  | 234  | 211  | 196  | 167  | 167  | 167  | 292  |
| Počet domů     | 44   | 46   | 51   | 55   | 55   | 54   | 63   | 66   | 65   | 60   | 59   | 69   | 76   | 94   | 107  |

## Doprava
Dopravní síť
- Pozemní komunikace – Do obce vede silnice III. třídy. Ve vzdálenosti 3 km lze najet na silnici II/605 Praha - Beroun - Žebrák - Plzeň a ve vzdálenosti 4 km na dálnici D5 na exitu 10 (Loděnice).

- Železnice – Železniční trať ani stanice na území obce nejsou. Nejblíže je železniční stanice Loděnice na trati 173 Beroun - Rudná - Praha ve vzdálenosti 4 km.

Veřejná doprava 2011
- Autobusová doprava – V obci měla zastávky autobusová linka Králův Dvůr-Loděnice-Chyňava (v pracovní dny 5 spojů) (dopravce PROBO BUS, a. s.). O víkendu byla obec bez dopravní obsluhy, avšak dříve[kdy?] zde v neděli jezdil autobus Nenačovice-Praha

## Galerie

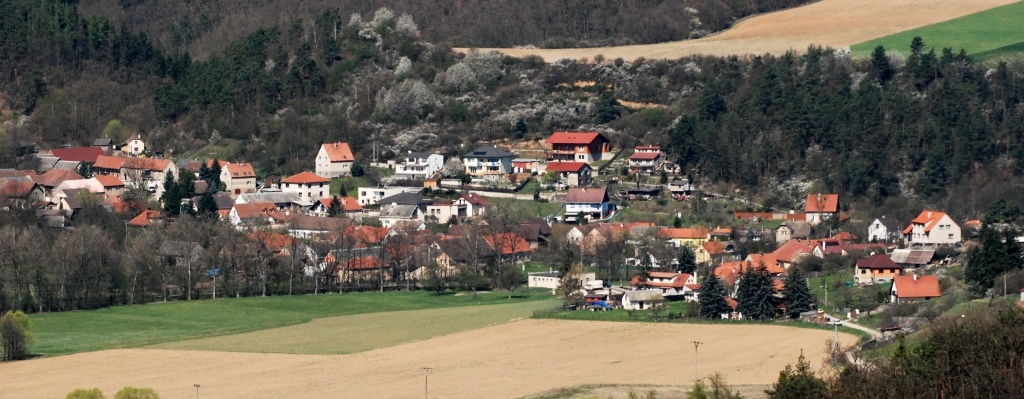
Celkový pohled z jihovýchodu
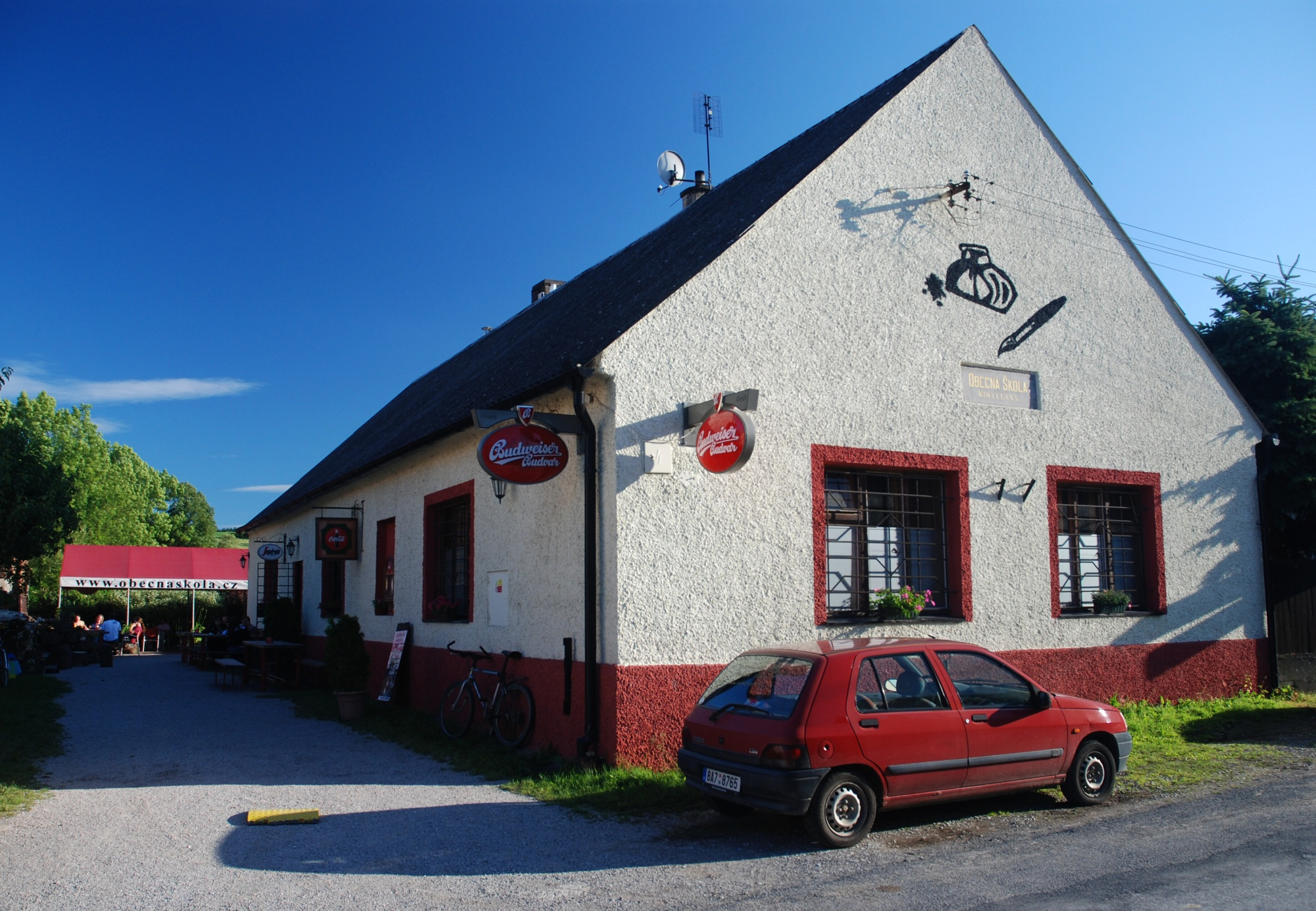
Bývalá restaurace Obecná škola
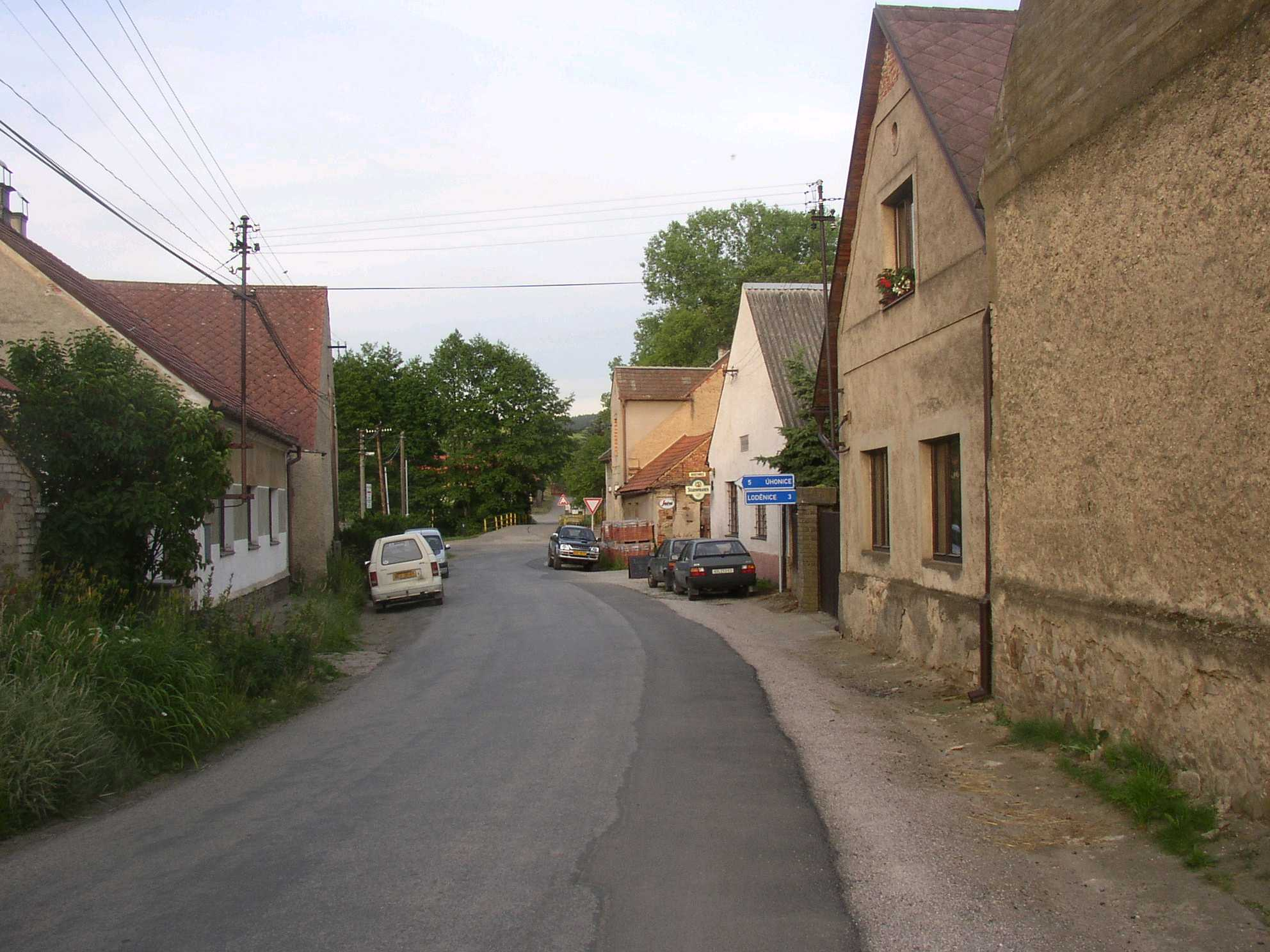
Pohled ke křižovatce